# Хурдун
Хурдун — протока в Астраханской области России. Расположена дельте Волги. Протока отделяется от реки Бахтемир в черте села Икряное. Впадает в ильмень Большой Карабулак. Основное направление течения — с северо-востока на юго-запад.
Длина реки — 26 км. На берегах реки расположены сёла Икряное и Боркино.

## Название
Название протоки калм. Хурдн переводится как скорый, быстрый, резвый и, по всей вероятности отсылает к относительно высокой (по сравнению с другими протоками дельты Волги) скорости течения реки.